# Robert Urich
Robert Michael Urich (ur. 19 grudnia 1946 w Toronto, zm. 16 kwietnia 2002 w Thousand Oaks) – amerykański aktor i producent filmowy i telewizyjny.
12 grudnia 1995 otrzymał własną gwiazdę w Alei Gwiazd w Los Angeles znajdującą się przy 7083 Hollywood Boulevard.

## Życiorys

### Młodość
Był z pochodzenia Rusinem karpackim i Słowakiem. Jako jeden z dwóch synów Cecilii i Johna Urichów, dorastał w rodzinie rzymskokatolickiej z bratem Thomasem w małym prowincjonalnym mieście Toronto, w stanie Ohio. Dostał się na Florida State University, gdzie otrzymał stypendium piłkarskie. W 1968 roku zdobył dyplom na wydziale Komunikacji Radia i Telewizji. Kontynuował naukę na Michigan State University i po praktyce w stanie Ohio, otrzymał tytuł magistra w Badaniach Audycji Radiowych i Zarządzaniu.

### Kariera
W 1972 zebrał wspaniałe recenzje za sceniczną rolę młodszego brata Burta Reynoldsa w przedstawieniu Zaklinacz deszczu (The Rainmaker). Niedługo potem przeniósł się do Los Angeles i trafił na szklany ekran w jednym z odcinków serialu kryminalnym ABC The F.B.I. (1972) u boku Efrema Zimbalista Jr. i Davida Soula, a potem zadebiutował na kinowym ekranie w thrillerze sensacyjnym Teda Posta Siła magnum (Magnum Force, 1973) Clintem Eastwoodem i Halem Holbrookiem.
Występował gościnnie w wielu znanych serialach i filmach telewizyjnych, w tym Kung-fu (1973), Gunsmoke (1975), Statek miłości (The Love Boat, 1977-78), Aniołki Charliego (1978) czy dramacie ABC Kiedy ona była zła... (When She Was Bad..., 1979) ze swoją przyjaciółką Cheryl Ladd i jej ówczesnym mężem Davidem Laddem.
Obsadzany był zazwyczaj w rolach oficerów policji, kapitanów lub poczciwych bohaterów. Zaskarbił sobie sympatię telewidzów rolą prywatnego detektywa Dana Tanny z Las Vegas w serialu ABC Vega$ (1978-81), za którą był dwukrotnie nominowany do nagrody Złotego Globu, a także jako i ABC Spenser: For Hire (1985-88). Brał też udział w seriach dokumentalnych, był regularnym gościem National Geographic.
Sporadycznie brał udział w kinowych produkcjach jak Lodowi piraci (The Ice Pirates, 1984) z Mary Crosby i Anjelicą Huston. Za rolę Terry’ego Lyncha w komedii sensacyjnej Turk 182! (1985) doczekał się nominacji do Złotej Maliny jako najgorszy aktor drugoplanowy.
W 2000 roku przyjął w zastępstwie sceniczną rolę Billy’ego Flynna w musicalu Chicago na broadwayowskiej scenie Richard Rodgers Theatre. W 1997 w Merv Griffin's Beverly Hilton otrzymał nagrodę Złotego Buta. Powrócił na szklany ekran w sitcomie ABC Statek miłości: Następna fala (The Love Boat: The Next Wave, 1998) jako kapitan Jim Kennedy III.

## Życie prywatne
Był dwukrotnie żonaty. W latach 1971–1974 jego żoną była aktorka Barbara Rucker. 21 listopada 1975 poślubił aktorkę i scenarzystkę Heather Menzies, z którą miał troje dzieci: syna Ryana (ur. 1979) oraz dwie córki: Emily (ur. 1980) i Alison Grady (ur. 18 kwietnia 1998).

### Śmierć
Od 1996 chorował na mięsaka maziówkowego. Zmarł 16 kwietnia 2002 w szpitalu w Thousand Oaks w Kalifornii w wieku 55 lat.

## Filmografia
| Rok  | Tytuł                                          | Rola                   | Reżyser                          |
| ---- | ---------------------------------------------- | ---------------------- | -------------------------------- |
| 1973 | Siła magnum (Magnum Force)                     | oficer Mike Grimes     | Ted Post                         |
| 1982 | Zagrożony gatunek (Endangered Species)         | Ruben Castle           | Alan Rudolph                     |
| 1984 | Lodowi piraci (The Ice Pirates)                | Jason                  | Stewart Raffill                  |
| 1984 | Zaproszenie do piekła (Invitation to Hell)     | Matt Winslow           | Wes Craven                       |
| 1985 | Turk 182                                       | Terry Lynch            | Bob Clark                        |
| 1988 | Kwiecień rano (April Morning)                  | Joseph                 | Howard Fast                      |
| 1989 | Dragon Fight                                   | policjant na lotnisku  | Billy Tang                       |
| 1992 | Rewolver (Revolver, TV)                        | Nick Clayton           | Gary Nelson                      |
| 1994 | Jock z buszu (Jock: A True Tale of Friendship) | Rocky Mountain Jack    | Danie Joubert, Duncan MacNeillie |
| 1995 | Być znowu młodym (Young Again)                 | 40-letni Michael Riley |                                  |
| 1996 | The Angel of Pennsylvania Avenue               | Angus Feagan           | Robert Ellis Miller              |
| 2002 | Clover Bend                                    | Bill                   | Michael Vickerman                |

| Rok  | Tytuł                                                                          | Rola                         |
| ---- | ------------------------------------------------------------------------------ | ---------------------------- |
| 1974 | Killdozer!                                                                     | Mack McCarthy                |
| 1975 | Specjaliści (The Specialists)                                                  | dr William Nugent            |
| 1977 | Bunco                                                                          | Walker                       |
| 1979 | Kiedy ona była zła... (When She Was Bad...)                                    | Bob Morgan                   |
| 1980 | The Shadow Box                                                                 |                              |
| 1980 | Fighting Back: The Rocky Bleier Story                                          | Rocky Bleier                 |
| 1980 | Zasadzka w Piekielnym Kanionie (Killing at Hell’s Gate)                        | Charles Duke                 |
| 1982 | Najlepszy strzał (Take Your Best Shot)                                         | Jess Marriner                |
| 1983 | Księżniczka Daisy (Princess Daisy)                                             | Patrick Shannon              |
| 1984 | His Mistress                                                                   | Allen Beck                   |
| 1985 | Scandal Sheet                                                                  | Ben Rowan                    |
| 1986 | Ucieczka w kajdanach (The Defiant Ones)                                        | Johnny "Joker" Johnson       |
| 1989 | The Comeback                                                                   | Scotty Malloy                |
| 1989 | She Knows Too Much                                                             | Harry                        |
| 1989 | Night Walk                                                                     | Simon                        |
| 1989 | Spryciara (She Knows Too Much)                                                 | Harry Spooner/Michael Norlon |
| 1990 | Morderca z przedmieścia (A Quiet Little Neighborhood, a Perfect Little Murder) | Ross Pegler                  |
| 1990 | 83 godziny do świtu (83 Hours 'Til Dawn)                                       | Bradley Burdock              |
| 1991 | Stranger at My Door                                                            | Joe Fortier                  |
| 1991 | ...And Then She Was Gone                                                       | Jack Bauer                   |
| 1992 | Rozbitkowie (Survive the Savage Sea)                                           | Jack Carpenter               |
| 1992 | Blef (Blind Man’s Bluff)                                                       | Thomas Booker                |
| 1992 | Double Edge                                                                    | Harry Carter                 |
| 1993 | Ojcowski terror (Deadly Relations)                                             | Leonard J. Fagot             |
| 1993 | Spenser: Ceremony                                                              | Spenser                      |
| 1994 | Spenser: Pale Kings and Princes                                                | Spenser                      |
| 1994 | To Save the Children                                                           | Jake Downey                  |
| 1994 | Zupełnie obcy człowiek (A Perfect Stranger)                                    | Alex Hale                    |
| 1994 | Spenser: The Judas Goat                                                        | Spenser                      |
| 1995 | Alien Encounters: From New Tomorrowland (film dokumentalny Disney Television)  | narrator                     |
| 1995 | Zaułek śmierci (Spenser: A Savage Place)                                       | Spenser                      |
| 1995 | A Horse for Danny                                                              | Eddie Fortuna                |
| 1995 | Sama przeciwko armii (She Stood Alone: The Tailhook Scandal)                   | admirał Williams             |
| 1996 | Kapitanowie zuchy (Captains Courageous)                                        | kpt. Matthew Troop           |
| 1997 | Final Descent                                                                  | kpt. Glen (Lucky) Singer     |
| 1999 | Bilet do piekła (Final Run)                                                    | Glen "Lucky" Singer          |
| 1999 | Cudowny golf (Miracle on the 17th Green)                                       | Mitch McKinley               |
| 2001 | Late Boomers                                                                   | Dennis                       |
| 2001 | For Love of Olivia                                                             | Horton Roundtree             |
| 2002 | Człowiek prezydenta 2: Punkt zero (The President’s Man: A Line in the Sand)    | Prezydent Adam Mayfield      |
| 2002 | Noc wilka (Night of the Wolf)                                                  | Purly Owens                  |
| 2002 | Długa droga do domu (Aftermath)                                                | Jack                         |

| Rok       | Tytuł                                                    | Rola                                       | Uwagi                                           |
| --------- | -------------------------------------------------------- | ------------------------------------------ | ----------------------------------------------- |
| 1972      | The F.B.I.                                               | Davie Stroud                               | odc.: "The Runner"                              |
| 1973      | Kung-fu                                                  | Greg Dundee                                | odc.: "Blood Brother"                           |
| 1973      | Owen Marshall: Counselor at Law                          |                                            | odc.: "A Girl Named Tham"                       |
| 1973      | Bob & Carol & Ted & Alice                                | Bob Sanders                                | 12 odcinków                                     |
| 1973      | Marcus Welby, lekarz medycyny (Marcus Welby, M.D.)       | Mike Lowry                                 | odc.: "Death Is Only a Side Effect"             |
| 1974      | Nakia                                                    |                                            | odc.: "A Beginning in the Wilderness"           |
| 1975      | Gunsmoke                                                 | Manolo Etchahoun                           | odc.: "Manolo"                                  |
| 1975-76   | S.W.A.T.                                                 | Oficer Jim Street                          | 37 odcinków                                     |
| 1977      | Soap                                                     | Peter, tenistista                          | 8 odcinków                                      |
| 1977-78   | Tabitha                                                  | Paul Thurston                              | 12 odcinków                                     |
| 1977-78   | Statek miłości (The Love Boat)                           | Larry Hartman / Scott Desmond / Jeff Smith | 3 odcinki                                       |
| 1978      | Aniołki Charliego (Charlie’s Angels)                     | Dan Tanna                                  | odc.: "Angels in Vegas"                         |
| 1978–1981 | Vega$                                                    | Dan Tanna                                  | 69 odcinków                                     |
| 1982      | The Billy Crystal Comedy Hour                            |                                            | odc. 1.2                                        |
| 1982–1983 | Gavilan                                                  | Robert Gavilan                             | 7 odcinków                                      |
| 1984      | Córka Mistrala (Mistral's Daughter)                      | Jason Darcy                                | miniserial TV                                   |
| 1985-88   | Spenser: For Hire                                        | Spenser                                    | 65 odcinków                                     |
| 1987      | Ameryka (Amerika)                                        | Peter Bradford                             | miniserial TV                                   |
| 1988      | Zdrówko (Cheers)                                         | w roli samego siebie                       | odc.: "Woody for Hire meets Norman of the Apes" |
| 1988      | Hallmark Hall of Fame                                    | Joseph Simmons                             | odc.: "April Morning"                           |
| 1989      | Na południe od Brazos (Lonesome Dove)                    | Jake Spoon                                 | miniserial TV                                   |
| 1990      | Ślepa wiara (Blind Faith)                                | Rob Marshall                               | miniserial TV                                   |
| 1990      | Carol & Company                                          | Pan Carmen                                 | odc.: "Teacher, Teacher"                        |
| 1990-91   | American Dreamer                                         | Tom Nash                                   | 17 odcinków                                     |
| 1992-93   | Crossroads                                               | Johnny Hawkins                             | 9 odcinków                                      |
| 1993      | Miasteczko Evening Shade                                 | Steve                                      | odc.: "Frieda and the Preacher"                 |
| 1993      | It Had to Be You                                         | Mitch Quinn                                | 6 odcinków                                      |
| 1996      | The Lazarus Man                                          | Lazarus (James Cathcart)                   | 20 odcinków                                     |
| 1997      | Pomoc domowa (The Nanny)                                 | sędzia Jerry Moran                         | odc.: "Samson, He Denied Her"                   |
| 1998      | Invasion America                                         | Briggs                                     |                                                 |
| 1998-99   | Statek miłości: Następna fala (Love Boat: The Next Wave) | kapitan Jim Kennedy III                    | 25 odcinków                                     |
| 2001      | Emeril                                                   | Jerry McKenney                             | 10 odcinków                                     |